# Campeonato Mundial de Meia Maratona de 1999
O 8º Campeonato Mundial de Meia Maratona foi realizado em 3 de outubro de 1999, na cidade de Palermo, Itália. Um total de  193 atletas, 120 homens e 73 mulheres, de 48 países, participaram.

## Resultados

### Corrida Masculina

#### Individual
| Posição | Competidor          | Nacionalidade | Tempo   |
| ------- | ------------------- | ------------- | ------- |
| 1       | Paul Tergat         | KEN           | 1:01:50 |
| 2       | Hendrick Ramaala    | RSA           | 1:01:50 |
| 3       | Tesfaye Jifar       | ETH           | 1:01:51 |
| 4       | Abdellah Béhar      | FRA           | 1:01:53 |
| 5       | Eduardo Henriques   | POR           | 1:01:53 |
| 6       | Abner Chipu         | RSA           | 1:01:54 |
| 7       | Laban Chege         | KEN           | 1:01:54 |
| 8       | Tesfaye Tola        | ETH           | 1:01:56 |
| 9       | Fekadu Degefu       | ETH           | 1:02:16 |
| 10      | Mluleki Nobanda     | RSA           | 1:02:17 |
| 11      | Sammy Korir         | KEN           | 1:02:19 |
| 12      | Gert Thys           | RSA           | 1:02:24 |
| 13      | Kamiel Maase        | NED           | 1:02:33 |
| 14      | Toshiyuki Hayata    | JPN           | 1:02:35 |
| 15      | Phaustin Baha Sulle | TAN           | 1:02:41 |

#### Equipas
| Posição | País          | Competidores                                                   |
| ------- | ------------- | -------------------------------------------------------------- |
| 1       | África do Sul | Hendrick Ramaala (2º) Abner Chipu (6º) Mluleki Nobanda (10º)   |
| 2       | Etiópia       | Tesfaye Jifar (3º) Tesfaye Tola (8º) Fekadu Degefu (9º)        |
| 3       | Quênia        | Paul Tergat (1º) Laban Chege (7º) Sammy Korir (11º)            |
| 4       | França        | Abdellah Béhar (4º) Larbi Zeroual (19º) Mohamed Serbouti (27º) |
| 5       | Portugal      | Eduardo Henriques (5º) Alberto Chaíça (20º) José Ramos (29º)   |

### Corrida Feminina

#### Individual
| Posição | Competidora         | Nacionalidade | Tempo   |
| ------- | ------------------- | ------------- | ------- |
| 1       | Tegla Loroupe       | KEN           | 1:08:48 |
| 2       | Mizuki Noguchi      | JPN           | 1:09:12 |
| 3       | Catherine Ndereba   | KEN           | 1:09:23 |
| 4       | Joyce Chepchumba    | KEN           | 1:09:29 |
| 5       | Reiko Tosa          | JPN           | 1:09:36 |
| 6       | Valentina Yegorova  | RUS           | 1:09:59 |
| 7       | Elana Meyer         | RSA           | 1:10:20 |
| 8       | Luminiţa Talpos     | ROM           | 1:10:33 |
| 9       | Lyudmila Biktasheva | RUS           | 1:10:35 |
| 10      | Alina Ivanova       | RUS           | 1:11:15 |
| 11      | Hiromi Katayama     | JPN           | 1:11:18 |
| 12      | Constantina Diţă    | ROM           | 1:11:22 |
| 13      | Margaret Okayo      | KEN           | 1:11:29 |
| 14      | Derartu Tulu        | ETH           | 1:11:33 |
| 15      | Ana Isabel Alonso   | ESP           | 1:11:38 |

#### Equipas
| Posição | País    | Competidoras                                                         |
| ------- | ------- | -------------------------------------------------------------------- |
| 1       | Quênia  | Tegla Loroupe (1ª) Catherine Ndereba (3ª) Joyce Chepchumba (4ª)      |
| 2       | Japão   | Mizuki Noguchi (2ª) Reiko Tosa (5ª) Hiromi Katayama (11ª)            |
| 3       | Rússia  | Valentina Yegorova (6ª) Lyudmila Biktasheva (9ª) Alina Ivanova (10ª) |
| 4       | Romênia | Luminiţa Talpos (8ª) Constantina Diţă (12ª) Cristina Pomacu (16ª)    |
| 5       | Itália  | Agata Balsamo (19ª) Rosaria Console (23ª) Florinda Andreucci (27ª)   |